# Tarenna yappii
Tarenna yappii är en måreväxtart som först beskrevs av George King, och fick sitt nu gällande namn av Henry Nicholas Ridley. Tarenna yappii ingår i släktet Tarenna och familjen måreväxter. Inga underarter finns listade i Catalogue of Life.